# Nous les amoureux
Nous les amoreaux foi a canção defendida pelo francês Jean-Claude Pascal no Festival da Eurovisão de 1961.
A canção representou o Luxemburgo e deu ao grão-ducado a sua primeira vitória no certame.
Era uma balada mais declamada do que cantada, ao estilo de Charles Aznavour. Por esse motivo, causou controvérsia, na medida em que, considerada muito antiquada para a época, triunfou sobre as sonoridades muito mais actuais do Mónaco, Suécia, Espanha, França, Holanda e Reino Unido.
Pascal ainda regressou ao Festival em 1981, pelo mesmo país, com "C'est peut-être pas l'Amérique", repartindo o 11º lugar com a canção dinamarquesa. Faleceu no Outono de 1991.